# Chanute (Kansas)
Chanute è un comune degli Stati Uniti d'America, situato nello Stato del Kansas, nella Contea di Neosho. Vi sono nati Gilbert Baker, Ralph Miller e Steven Hill.